# CONCACAF 네이션스리그
CONCACAF 네이션스리그(CONCACAF Nations League)는 북중미카리브 축구 연맹(CONCACAF) 회원국의 국가대표팀이 참가하는 국가 대항 축구 대회이다.

## 시즌
2017년 4월 8일에 아루바 오라녜스타트에서 열린 CONCACAF 총회에서 CONCACAF 네이션스리그 신설 계획이 승인되었으며 2017년 11월에 정식으로 신설되었다.
2019년부터 2020년까지 CONCACAF 네이션스리그의 1번째 시즌이 열렸는데 2019-20년 CONCACAF 네이션스리그 예선은 2019년 CONCACAF 골드컵 예선과 연계되어 진행되었고, 본선은 2021년 CONCACAF 골드컵 예선과 연계되어 진행되었다. 2번째 시즌인 2022-23년 CONCACAF 네이션스리그는 2023년 CONCACAF 골드컵 예선과 연계되어 치러졌다. 3번째 시즌인 2023-24년 CONCACAF 네이션스리그는 2024년 코파 아메리카 예선을 겸하여 치러졌다.

## 구성
북중미카리브 축구 연맹에 가입한 41개국 축구 국가대표팀을 CONCACAF 계수에 따른 순위에 따라 3개 리그(리그 A, 리그 B, 리그 C)로 나누어 편성한다. 하나의 리그는 4개 조로 구성되어 있는데 리그 A는 12개 팀(1위 ~ 12위 팀), 리그 B는 16개 팀(13위 ~ 28위 팀), 리그 C는 12개 팀(29위 ~ 41위 팀)이 참가한다.
리그 A에 속한 각 조에서 1위를 차지한 팀들끼리는 결선 토너먼트를 통해 우승 팀을 결정한다. 리그 간에는 승강제가 있는데 상위 리그에 속한 각 조에서 최하위를 기록한 팀은 하위 리그로 강등되고 하위 리그에 속한 각 조에서 1위를 기록한 팀은 상위 리그로 승격된다.
2023-24 시즌부터는 리그 A, B, C가 각각 16, 16, 9팀을 포함하는 것으로 형식이 변경된다. 리그 A에서 CONCACAF 랭킹 1~4위는 8강전에 직행하며 5~16위는 2개 조로 나뉘어 스위스 시스템으로 조별리그를 치러 각조 상위 2개 팀은 8강에 진출하고 하위 2개 팀은 리그 B로 강등된다.

## 역대 시즌

### 결승전
| 시즌    | 개최국 | 결승전 | 결승전         | 결승전 | 3·4위 결정전 | 3·4위 결정전    | 3·4위 결정전 |
| 시즌    | 개최국 | 우승   | 득점           | 준우승 | 3위          | 득점            | 4위          |
| ------- | ------ | ------ | -------------- | ------ | ------------ | --------------- | ------------ |
| 2019-20 | 미국   | 미국   | 3 - 2 (a.e.t.) | 멕시코 | 온두라스     | 2 - 2 (5 - 4 p) | 코스타리카   |
| 2022-23 | 미국   | 미국   | 2-0            | 캐나다 | 멕시코       | 1-0             | 파나마       |
| 2023-24 | 미국   | 미국   | 2-0            | 멕시코 | 자메이카     | 1-0             | 파나마       |
| 2024-25 |        | 멕시코 | 2-1            | 파나마 | 캐나다       | 2-1             | 미국         |

### 대표팀별 성적
| 국가       | 우승                 | 준우승         | 3위      | 4위            | 총합 |
| ---------- | -------------------- | -------------- | -------- | -------------- | ---- |
| 미국       | 3 (2021, 2023, 2024) |                |          | 1 (2025)       | 4    |
| 멕시코     | 1 (2025)             | 2 (2021, 2024) | 1 (2023) |                | 4    |
| 캐나다     |                      | 1 (2023)       | 1 (2025) |                | 2    |
| 파나마     |                      | 1 (2025)       |          | 2 (2023, 2024) | 3    |
| 온두라스   |                      |                | 1 (2021) |                | 1    |
| 자메이카   |                      |                | 1 (2024) |                | 1    |
| 코스타리카 |                      |                |          | 1 (2021)       | 1    |

- 이탤릭체: 주최국

## 같이 보기
- CONCACAF 골드컵